# Хоенфелс (Штоках)
Хоенфелс (њем. Hohenfels) општина је у њемачкој савезној држави Баден-Виртемберг. Једно је од 25 општинских средишта округа Констанц. Према процјени из 2010. у општини је живјело 1.987 становника. Посједује регионалну шифру (AGS) 8335096.

## Географски и демографски подаци
Хоенфелс се налази у савезној држави Баден-Виртемберг у округу Констанц. Општина се налази на надморској висини од 654 метра. Површина општине износи 30,5 km². У самом мјесту је, према процјени из 2010. године, живјело 1.987 становника. Просјечна густина становништва износи 65 становника/km².